# 39300 Auyeungsungfan
39300 Auyeungsungfan è un asteroide della fascia principale. Scoperto nel 2001, presenta un'orbita caratterizzata da un semiasse maggiore pari a 2,3491214 UA e da un'eccentricità di 0,0904352, inclinata di 6,06732° rispetto all'eclittica.